# Cabo (náutica)

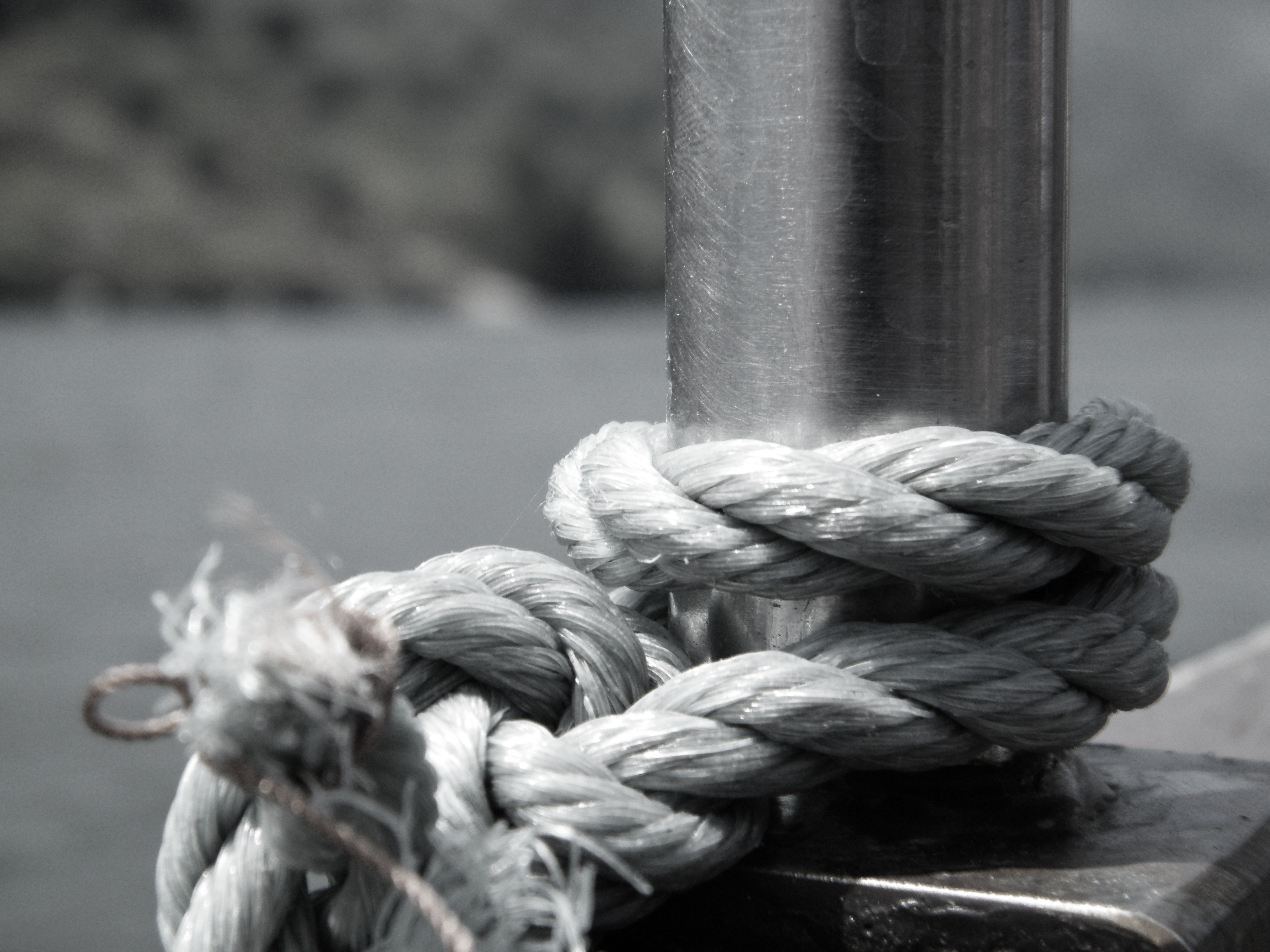
Cabo em fibra, corda

Cabo é o termo empregue para designar um feixe de fibras trançadas feitas de fibras naturais, sintéticas ou de metal, e que permitem a tração de cargas ou a segurança de pessoas durante a prática do desporto.

## História
Fabricadas em canábis ou em algodão entre a Idade Média e o Século XIX os cabos utilizados hoje são compostos de um único material resistente ou de uma associação de materiais, como  :
- em metal, como nos grosso cabos empregues no reboque de navios,  as boças
- numa mistura metal/fibra, onde a fibra cobre a parte interna metálica
- em fibra seja ela natural ou sintéticas
  - fibras naturais (algodão, juta, sisal, linho, seda);
  - fibras sintéticas (nylon, polietileno, polipropileno, poliéster, fibras de carbono).

É precisamente pela seu aspecto histórico que nos grandes veleiros escola  como a Sagres, todo o cordame  continua a ser em canabis.

## Náutica
Mesmo se em náutica o termo corda não existe - a bordo de uma embarcação só existem duas cordas, a do relógio e a do sino - o termo cordame ou cordoalha é empregue para se referir ao massame, o conjunto de cabos que aparelham um navio ou que servem para manobrar uma máquina ou um engenho.
Como o tipo de cabo empregue depende  da utilização, no iatismo os cabos  metálicos são mais geralmente utilizados na mastreação, como o brandal do mastro, e os de fibra são mais empregues para içar uma vela ou manobra-la, como a escota da vela de estai.